# Sonita
Sonita ist ein deutsch-schweizerisch-iranischer Dokumentarfilm von Rokhsareh Ghaem Maghami über Sonita Alizadeh, eine afghanische Künstlerin und Aktivistin gegen Zwangsheirat. Der Film feierte seine Premiere am 20. November 2015 auf dem International Documentary Film Festival Amsterdam, wo er zwei Auszeichnungen gewann. Ab dem 26. Mai 2016 war er in Deutschland zu sehen.

## Inhalt
Die 19-jährige Sonita ist als Kind ohne ihre Eltern aus Afghanistan in den Iran geflohen und lebt mit ihrer Schwester in Teheran. Sie verfolgt beharrlich ihren Traum, Rapperin zu werden. In ihren Texten erzählt sie ihre Geschichte als geflüchtetes Mädchen in einem anderen Land und möchte damit auch anderen jungen Menschen Mut machen. Ihre Pläne geraten in Gefahr, als ihre Mutter nach Teheran kommt, um Sonita zurück nach Afghanistan zu holen und dort zu verheiraten. Die Familie benötigt die 9.000 US-Dollar, die die Familie des für Sonita ausgewählten Ehemannes angeboten hat. Mit Hilfe der Regisseurin Rokhsareh Ghaem Maghami dreht Sonita ein Musikvideo, in dem sie gegen ihre Zwangsverheiratung protestiert. Das Video wird bei YouTube eine halbe Million Mal angesehen; durch die internationale Aufmerksamkeit gelingt es Sonita, der Verheiratung zu entkommen. Mit Hilfe der Organisation Strongheart erhält sie ein Visum, um in die USA zu reisen, und ein Stipendium der Wasatch Academy in Utah.

## Entstehungsgeschichte
Rokhsareh Ghaem Maghami lernte Sonita in einem Projekt kennen, das geflüchtete Mädchen in Teheran unterstützt. Sie erkannte Sonitas künstlerisches Talent und beschloss, einen Dokumentarfilm über die junge Musikerin zu drehen. Erst während der Dreharbeiten beschloss Sonitas Mutter, ihre Tochter zu verheiraten. Maghami war hin- und hergerissen zwischen ihrem dokumentarfilmerischen Grundsatz, nicht in das dokumentierte Geschehen einzugreifen, und dem Bedürfnis, Sonita zu helfen. Sie entschied sich für Letzteres, und der Film entwickelte sich so in eine völlig andere Richtung als geplant.

## Auszeichnungen
Beim International Documentary Festival Amsterdam erhielt Sonita den Publikumspreis und Preis der Jugendjury. Beim Sundance Film Festival wurde der Film mit dem World Cinema Grand Jury Prize und dem Publikumspreis ausgezeichnet. Der Film gewann Preise auf zahlreichen weiteren Festivals, darunter den Preis der SOS-Kinderdörfer weltweit auf dem Internationalen Dokumentarfilmfestival München.